# Roman Safiullin
Roman Safiullin (rusky Роман Ришатович Сафиуллин, Roman Rišatovič Safiullin, * 7. srpna 1997 Podolsk) je ruský profesionální tenista. Ve své dosavadní kariéře na okruhu ATP Tour nevyhrál žádný turnaj. Na challengerech ATP a okruhu ITF získal dvacet tři titulů ve dvouhře a čtyři ve čtyřhře.
Na žebříčku ATP byl ve dvouhře nejvýše klasifikován v lednu 2024 na 36. místě a ve čtyřhře v srpnu téhož roku na 151. místě. Trénuje ho Andrej Kuzněcov.
V juniorském tenise vyhrál Australian Open 2015, když ve finále zdolal Jihokorejce  Honga Song-čana. Na juniorském kombinovaném žebříčku ITF nejvýše figuroval během května 2014, kdy mu patřila 2. příčka.

## Soukromý život
Narodil se roku 1997 v Podolsku do rodiny Rišata a Mariny Safiullinových. Otec je Tatar pocházející z Baškortostánu a matka Ruska. Má sestru Julii. Tenis začal hrát s otcem ve čtyřech letech. Za preferovaný povrch uvedl tvrdý a jako silné údery forhend a podání. Jeho manželkou se stala Ljudmila Safiullinová.

## Tenisová kariéra
Na okruhu ATP Tour debutoval říjnovým Kremlin Cupem 2017, kam mu moskevští organizátoři udělili divokou kartu. Na úvod dvouhry jej zdolal Ind Juki Bhambri z druhé světové stovky. Druhou účast v hlavní soutěži  zaznamenal na říjnovém St. Petersburg Open 2020 v Petrohradu, kde si připsal první vítězný zápas. 
Po výhře nad šťastným poraženým kvalifikantem Emiliem Gómezem z Ekvádoru jej vyřadil dvacátý sedmý muž klasifikace Borna Ćorić.

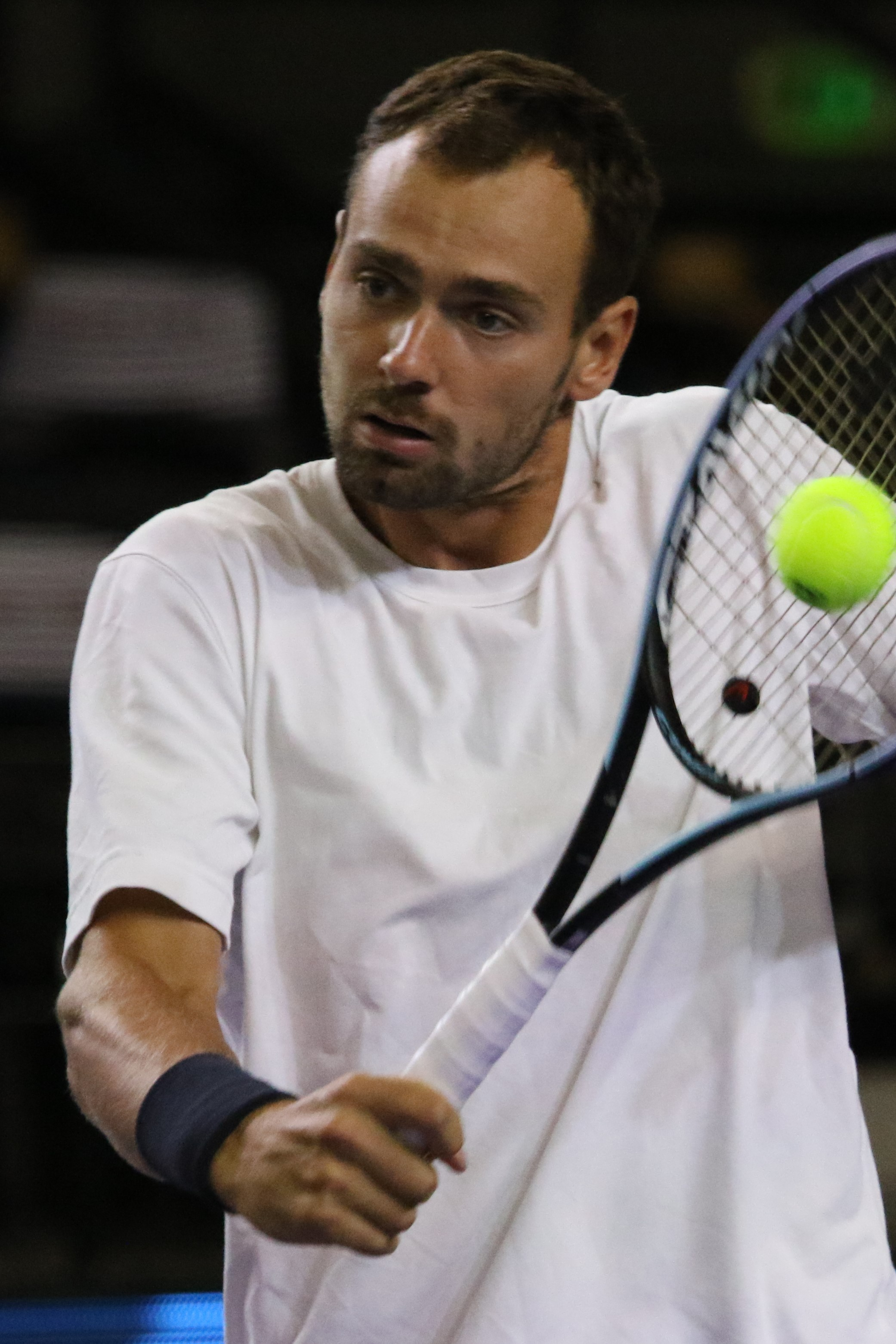
Safiullin na Open de Rennes 2021

V hlavní soutěži nejvyšší grandslamové kategorie debutoval v mužském singlu Australian Open 2021 po zvládnuté tříkolové kvalifikaci, v jejímž závěru otočil průběh duelu s Francouzem Constantem Lestiennem. V úvodním kole melbournské dvouhry porazil Bělorusa Ilju Ivašku, figurujícího na sté desáté příčce. Ve druhém kole však podlehl Britu Cameronu Norriemu ze sedmé světové desítky. Shodný scénář průchodu kvalifikační soutěží a vyřazení ve druhé fázi dvouhry zopakoval na French Open 2021, kde nenašel recept na německou světovou šestku Alexandra Zvereva.
Do prvního kariérního čtvrtfinále i semifinále postoupil na únorovém Open 13 Provence 2022 v Marseille přes Popyrina, Macháče a světovou čtyřku Stefanose Tsitsipase. Dosáhl tak premiérové výhry nad členem elitní světové desítky. Do přímého boje o titul jej však nepustila kanadská světová devítka Félix Auger-Aliassime, která získala oba tiebreaky. Po zisku třetí challengerové trofeje v Chicagu, kde ve finále zdolal 19letého Bena Sheltona, pronikl 15. srpna 2022 poprvé do elitní světové stovky žebříčku, na 97. příčku.
Podruhé si semifinále na túře ATP zahrál během zářijového Tel Aviv Watergen Open 2022, jednoho z dodatečně zařazených turnajů za zrušenou podzimní sezónu v Číně pro koronavirová omezení. Po výhře nad Francouzem Arthurem Rinderknechem podlehl srbské světové sedmičce a pozdějšímu vítězi Novaku Djokovićovi. Bodový zisk jej 3. října 2022 posunul na nové kariérní maximum, 92. místo klasifikace. Do série Masters premiérově zasáhl na březnovém BNP Paribas Open 2023 v Indian Wells, kde jej na úvod vyřadil Ilja Ivaška. Na navazujícím Miami Open 2023 postoupil z kvalifikace, ale druhou časnou porážku ve dvouhře mu přivodil Francouz Grégoire Barrère ze sedmé světové desítky. Projít kvalifikačním sítem zvládl i na antukovém Mutua Madrid Open 2023, na němž poprvé postoupil do třetího kola v mistrovské kategorii. Po výhře nad americkou světovou sedmnáctkou Tommym Paulem nestačil jako 112. hráč žebříčku na o sedmdesát míst výše postaveného Španěla Bernabého Zapatu Mirallese.

## Finále na okruhu ATP Tour
| Legenda                   |
| ------------------------- |
| D – dvouhra; Č – čtyřhra  |
| Grand Slam (0)            |
| Turnaj mistrů (0)         |
| ATP Tour Masters 1000 (0) |
| ATP Tour 500 (0)          |
| ATP Tour 250 (0–1 D)      |

### Dvouhra: 1 (0–1)
| Stav      | č. | datum         | turnaj          | kategorie | povrch | soupeř ve finále | výsledek                |
| --------- | -- | ------------- | --------------- | --------- | ------ | ---------------- | ----------------------- |
| Finalista | 1. | 26. září 2023 | Čcheng-tu, Čína | ATP 250   | tvrdý  | Alexander Zverev | 7–6(7–2), 6–7(5–7), 3–6 |

## Tituly na challengerech ATP a okruhu ITF
| Legenda                |
| ---------------------- |
| Challengery (5 D; 1 Č) |
| ITF (19 D; 3 Č)        |

### Dvouhra (24 titulů)
| Č.  | datum         | turnaj                 | povrch    | poražený finalista       | výsledek           |
| --- | ------------- | ---------------------- | --------- | ------------------------ | ------------------ |
| 1.  | duben 2014    | Kárší, Uzbekistán      | tvrdý     | Temur Ismailov           | 2–6, 7–5, 6–1      |
| 2.  | srpen 2014    | Kazaň, Rusko           | antuka    | Richard Muzajev          | 6–1, 4–6, 6–1      |
| 3.  | listopad 2014 | Heráklion, Řecko       | tvrdý     | Ivan Bjelica             | 6–0, 3–6, 6–3      |
| 4.  | listopad 2014 | Heráklion, Řecko       | tvrdý     | Denis Bejtulahi          | 4–6, 7–6(7–2), 6–4 |
| 5.  | listopad 2014 | Antalya, Turecko       | tvrdý     | Denys Mylokostov         | 7–6(9–7), 6–3      |
| 6.  | prosinec 2014 | Antalya, Turecko       | tvrdý     | Frederico Ferreira Silva | 6–1, 1–2skreč      |
| 7.  | únor 2016     | Antalya, Turecko       | tvrdý     | Dimitar Kuzmanov         | 3–6, 7–5, 7–5      |
| 8.  | srpen 2016    | Šarm aš-Šajch, Egypt   | tvrdý     | Michal Konečný           | 6–2, 6–1           |
| 9.  | říjen 2016    | Mejtar, Izrael         | tvrdý     | Daniel Cukierman         | 6–0, 6–4           |
| 10. | říjen 2016    | Šarm aš-Šajch, Egypt   | tvrdý     | Pablo Vivero González    | 6–2, 7–6(7–5)      |
| 11. | listopad 2017 | Šarm aš-Šajch, Egypt   | tvrdý     | Cem İlkel                | 7–5, 7–6(7–3)      |
| 12. | březen 2018   | Kazaň, Rusko           | tvrdý (h) | Džurabek Karimov         | 6–2, 6–1           |
| 13. | březen 2018   | Šarm aš-Šajch, Egypt   | tvrdý     | Jaroslav Pospíšil        | 6–1, 6–1           |
| 14. | říjen 2018    | Tây Ninh, Vietnam      | tvrdý     | Lý Hoàng Nam             | 7–6(9–7), 6–4      |
| 15. | listopad 2018 | Tây Ninh, Vietnam      | tvrdý     | Lý Hoàng Nam             | 7–6(7–5), 6–4      |
| 16. | listopad 2018 | Nonthaburi, Thajsko    | tvrdý     | Sandžar Fajzijev         | 7–5, 4–6, 6–4      |
| 17. | březen 2019   | Kazaň, Rusko           | tvrdý (h) | Sandžar Fajzijev         | 6–3, 1–6, 6–4      |
| 18. | duben 2019    | Šymkent, Kazachstán    | antuka    | Alen Avidzba             | 7–6(7–2), 6–2      |
| 19. | duben 2019    | Šymkent, Kazachstán    | antuka    | Vladyslav Manafov        | 7–5, 6–3           |
| 1.  | únor 2020     | Cherbourg, Francie     | tvrdý (h) | Roberto Marcora          | 6–4, 6–2           |
| 2.  | červenec 2022 | Nur-Sultan, Kazachstán | tvrdý     | Denis Jevsejev           | 2–6, 6–4, 7–6(7–2) |
| 3.  | srpen 2022    | Chicago, Spojené státy | tvrdý     | Ben Shelton              | 6–3, 4–6, 7–5      |
| 4.  | únor 2023     | Koblenz, Německo       | tvrdý (h) | Vasek Pospisil           | 6–2, 7–5           |
| 5.  | srpen 2024    | Cary, Spojené státy    | tvrdý     | Mattia Bellucci          | 1–6, 7–5, 7–5      |

### Čtyřhra (4 tituly)
| Č. | datum       | turnaj               | povrch    | spoluhráč          | poražení finalisté                  | výsledek               |
| -- | ----------- | -------------------- | --------- | ------------------ | ----------------------------------- | ---------------------- |
| 1. | březen 2016 | Hammámet, Tunisko    | antuka    | Lenny Hampel       | Ivan Nedělko Henrik Sillanpää       | 6–1, 6–3               |
| 2. | duben 2018  | Kárší, Uzbekistán    | tvrdý     | Konstantin Kravčuk | Saketh Myneni Vidžaj Sundar Prašant | 3–6, 7–5, [10–7]       |
| 3. | květen 2019 | Namangan, Uzbekistán | tvrdý     | Jevgenij Ťurněv    | Sandžar Fajzijev Chumojun Sultanov  | 7–6(7–5), 6–3          |
| 1. | únor 2020   | Cherbourg, Francie   | tvrdý (h) | Pavel Kotov        | Dan Added Albano Olivetti           | 7–6(8–6), 5–7, [12–10] |

## Finále na juniorském Grand Slamu

### Dvouhra juniorů: 1 (1–0)
| Stav  | rok  | turnaj          | povrch | soupeř ve finále | výsledek      |
| ----- | ---- | --------------- | ------ | ---------------- | ------------- |
| Vítěz | 2015 | Australian Open | tvrdý  | Hong Song-čan    | 7–5, 7–6(7–2) |